# David Pérez Arteaga
David Pérez Arteaga (Sevilla, 1 de diciembre de 1981) es un exfutbolista español que se desempeñaba en la posición de centrocampista.
Es padre de tres niñas: Valentina(7 años), Olivia(4 años) y Marta(2 años)

## Trayectoria
Arteaga se formó en la cantera del Sevilla FC, en la temporada 1999-2000 debutó con el Sevilla B en la Segunda División B. Desde la temporada 2000-01 a la temporada 2002-03 alternó intervenciones en el primer y el segundo equipo del Sevilla FC. En la temporada 2003-04 fue cedido al Recreativo de Huelva. En la siguiente temporada fue fichado para jugar en el At. Madrid B, pero en el mercado invernal recaló en el Algeciras CF. En la temporada 2005-06 fichó por el Écija Balompié donde realizó una de sus mejores campañas. En la temporada 2006-07 fichó por el Córdoba CF, club en el que jugaría hasta la temporada 2010-2011, llegando a ser un baluarte para la afición y uno de los jugadores más queridos del equipo. El 21 de julio ficha por CE Sabadell FC. El día 9 de junio fue dado de baja por el CE Sabadell FC.

## Clubes
| Club                 | País   | Temporada | Partidos | Goles |    |   |
| -------------------- | ------ | --------- | -------- | ----- | -- | - |
| Sevilla B            | España | 2000-2001 |          |       |    |   |
| Sevilla B            | España | 2001-2002 | 36       | 7     | 3  | 0 |
| Sevilla B            | España | 2002-2003 | 4        | 0     | 0  | 0 |
| Recreativo de Huelva | España | 2003-2004 | 15       | 0     | 3  | 0 |
| At. Madrid B         | España | 2004-2005 | 2        | 0     |    |   |
| Algeciras CF         | España | 2004-2005 | 13       | 0     |    |   |
| Écija Balompié       | España | 2005-2006 | 31       | 7     |    |   |
| Córdoba CF           | España | 2006-2007 | 27       | 10    | 9  | 0 |
| Córdoba CF           | España | 2007-2008 | 35       | 4     | 10 | 1 |
| Córdoba CF           | España | 2008-2009 | 38       | 5     | 4  | 0 |
| Córdoba CF           | España | 2009-2010 | 31       | 6     | 7  | 1 |
| Córdoba CF           | España | 2010-2011 | 29       | 3     | 4  | 0 |
| CE Sabadell          | España | 2011-2012 | 27       | 3     | 4  | 0 |